# رابرت بیدولف
رابرت بیدولف (انگلیسی: Robert Biddulph; ۲۶ اوت ۱۸۳۵ – ۱۸ نوامبر ۱۹۱۸) فرد نظامی اهل پادشاهی متحد بریتانیای کبیر و ایرلند بود. وی همچنین برندهٔ جوایزی همچون نشان حمام شده‌است.